# Домбровская, Жанна Валерьевна
Жанна Домбровская (РСФСР) — российская оперная певица (сопрано).

## Биография
Жанна Домбровская родилась в Пятигорске. Затем переехала в Санкт-Петербург, где В 2000 году окончила Санкт-Петербургскую государственную консерваторию им. Н.А. Римского-Корсакова (класс доцента Светланы Горенковой)  и Академию молодых певцов Мариинского театра. В 2001–2003 гг. являлась солисткой Санкт-Петербургского государственного академического театра оперы и балета им. М.П. Мусоргского. С 2003 года входит в состав оперной труппы Мариинского театра.
Гастролировала в Нью-Йорке (Метрополитен-опера), Риме, Мадриде, Москве (Большой театр), Баден-Бадене, а также разных городах Германии, Южной Кореи, Италии, Японии и Швейцарии. Принимала участие в мастер-классах Ренаты Скотто (Национальная Академия Санта-Чечилия, Рим – 2004 год; Оперная академия консерватории Вестчестера, Нью-Йорк – 2005 год). Ведет активную концертную деятельность, выступая с сольными концертами в разных городах России. Сотрудничает с квартетом SonoRus (Мариинский театр), а также с его руководителем альтистом и композитором Олегом Ларионовым. С завидной регулярностью выступает на сцене Концертного зала Мариинского театра, Государственной академической капеллы Санкт-Петербурга, Большого и Малого залов Филармонии др. Под управлением дирижёра Мартина Хазельбёка на сцене Концертного зала Мариинского театра в июле 2010 г. участвовала в полу сценической постановке "Адская комедия" (Похождения серийного убийцы, Михаэля Штурмингера) с Джоном Малковичем в главной роли.

## Оперные партии
- Людмила («Руслан и Людмила»)
- Шемаханская царица («Золотой петушок»)
- Волхова («Садко»)
- Оксана («Ночь перед Рождеством»)
- Татьяна («Евгений Онегин»)
- Виолетта («Травиата»)
- дочь Подточиной («Нос»)
- Лючия («Лючия ди Ламмермур»)
- Норина («Дон Паскуале»)
- Джильда («Риголетто»)
- Мюзетта («Богема»)
- Минни («Девушка с Запада»)
- Асканий («Троянцы»)
- Электра («Идоменей»)
- Донна Эльвира («Дон Жуан»)
- Донна Анна («Дон Жуан»)
- Донна Анна («Так поступают все»)
- Фьордилиджа («Так поступают все»)
- Деспина («Так поступают все»)
- Фрейя («Золото Рейна»)
- Концепция («Испанский час»)

## Сопрановые партии
- «Свадебка» Стравинского
- кантата «Кармина Бурана» Карла Орфа
- «Страсти по Иоанну» Баха
- оратория «Иуда Маккавей» Генделя